# فرانك جونسون (سياسي)
فرانك جونسون (بالإنجليزية: Frank Johnson)‏ هو دلال وسياسي أسترالي وبريطاني (وحمل سابقاً جنسية المملكة المتحدة لبريطانيا العظمى وأيرلندا)، ولد في 27 أبريل 1855 في أديلايد في أستراليا، وتوفي في 25 أبريل 1921. انتخب Lord Mayor of Adelaide ‏ وقد انضم خلال فترته النيابية (1907 – 1909)  للكتلة البرلمانية مستقل.